# Прохорское сельское поселение
Прохорское се́льское поселе́ние — сельское поселение в Спасском районе Приморского края.
Административный центр — село Прохоры.

## История
Статус и границы сельского поселения установлены Законом Приморского края от 11 ноября 2004 года № 163-КЗ «О Спасском муниципальном районе»

## Население
| 2010  | 2011  | 2012  | 2013  | 2014  | 2015  | 2016  |
| ----- | ----- | ----- | ----- | ----- | ----- | ----- |
| 1808  | ↘1806 | ↘1764 | ↗1784 | ↘1778 | ↘1747 | ↗1748 |
| 2017  | 2018  | 2019  | 2020  | 2021  |       |       |
| ↘1733 | ↘1715 | ↘1672 | ↘1662 | ↘1200 |       |       |

## Состав сельского поселения
В состав сельского поселения входят четыре населённых пункта:
| № | Населённый пункт | Тип населённого пункта       | Население |
| - | ---------------- | ---------------------------- | --------- |
| 1 | Кнорринг         | железнодорожная станция      | ↘304      |
| 2 | Малые Ключи      | село                         | ↘204      |
| 3 | Новинка          | село                         | ↘239      |
| 4 | Прохоры          | село, административный центр | ↘1061     |

## Местное самоуправление
Администрация
Адрес: 692211, с. Прохоры, ул. Комсомольская, 59
Глава администрации
- Кобзарь Валерий Валерьевич